# Montaje de Rinconada de Maipú
El montaje de Rinconada de Maipú corresponde a la ejecución extrajudicial de 6 personas, siendo tres militantes del Movimiento de Izquierda Revolucionaria (MIR), dos del Partido Comunista y una sin militancia política. Los hechos tuvieron lugar entre el 17 y el 19 de noviembre de 1975 en Santiago de Chile.  
La Dirección de Inteligencia Nacional (DINA) secuestró, torturó y asesinó a estas 6 personas entre el 17 y 18 de noviembre de 1975 para, posteriormente, abandonar sus cuerpos en el sector rural de La Rinconada de Maipú. Durante la tarde del 19 de noviembre de ese año, la División de Comunicación Social de la dictadura informó sobre los hechos como si se hubiera tratado de un enfrentamiento.
Este montaje involucró activamente a los canales de televisión TVN y Canal 13 y a los medios de prensa escrita como El Mercurio, La Tercera, Qué Pasa y Las Últimas Noticias.

## Cronología del montaje

### 17 de noviembre de 1975
Ese día se produjo un enfrentamiento entre militantes del MIR y soldados del Ejército de Chile en un asalto a la Escuela Bío Bío, que funcionaba como fachada por parte del segundo para esconder armamento. El objetivo de los militantes era sustraer armamento para combatir a la dictadura.En este enfrentamiento, fallecen Roberto Gallardo Moreno y el soldado Hernán Salinas Calderón.

### 18 de noviembre de 1975
Al día siguiente, agentes de la Policía de Investigaciones (PDI) secuestraron a Alberto Gallardo Pacheco y su esposa Ofelia Moreno junto a sus tres hijos: Catalina Gallardo, Isabel Gallardo y Guillermo Gallardo. También fue secuestrada Mónica Pacheco Sánchez y los niños Viviana Gallardo y Alberto Rodríguez, este último hijo de Catalina Gallardo. Todos fueron trasladados al cuartel de la PDI de calle General Mackenna, Santiago Centro. Ahí fueron interrogados y golpeados.

### 19 de noviembre de 1975
A las 5 de la madrugada, liberan a Ofelia Moreno, Isabel Gallardo, Guillermo Gallardo y a los menores Viviana Gallardo y Alberto Rodríguez, este último de 9 meses de edad. En este momento, se le informa a Ofelia que el resto de la familia, vale decir, Alberto Gallardo, Catalina Gallardo y Mónica Pacheco, serían entregados a la DINA.Durante la misma madrugada del 19 de noviembre, Ester Torres es detenida en su domicilio junto a dos de sus hijos por miembros de la DINA para llevarlos al centro de detención clandestino Villa Grimaldi. Sin embargo, la DINA estaba buscando a otro de sus hijos, Luis Andrés Ganga.Tras ser interrogados y torturados, los agentes descubren la ubicación de Luis.Testimonios de personas que se encontraban secuestradas en Villa Grimaldi ese día concuerdan haber escuchado un gran movimiento de vehículos y de personas así como pedidos de agua y aceite caliente hacia los guardias del lugar seguidos de los gritos de personas torturadas.A la mañana siguiente, según señalan testimonios, vieron a dos mujeres en mal estado y cadáveres en el suelo, incluyendo el de un anciano.
En horas de la tarde del 19 de noviembre, la División de Comunicación Social (DINACOS) da a conocer los hechos que ocurrieron el 17 de noviembre. Como parte del montaje, se señala que la DINA y la PDI siguieron la pista de los militantes hasta los cerros del sector Rinconada de Maipú sin mencionar que en ese sector operaba la Escuela Nacional de Inteligencia de la DINA y su Brigada de Inteligencia (BIM).
De acuerdo a la DINACOS, a las 12 del día se habría registrado un enfrentamiento a tiros por más de 30 minutos, situación donde habrían fallecido Alberto Gallardo, Catalina Gallardo, Mónica Pacheco, Pedro Cortés, Manuel Reyes y Luis Ganga, a quienes señalan como "extremistas".En el comunicado, también se indicaba que uno de los participantes habría huido y que dos agentes de seguridad habrían resultado heridos.

## Víctimas
- Alberto Recaredo Gallardo Pacheco (65 años): tornero y militante del Partido Comunista de Chile. Era el padre de los militantes del Movimiento de Izquierda Revolucionaria Roberto Gallardo, asesinado el 17 de noviembre de 1975, y de Catalina Gallardo Moreno, asesinada en el mismo montaje. También era suegro de la también militante del MIR Mónica del Carmen Pacheco, también asesinada en el mismo montaje.
- Catalina Ester Gallardo Moreno (30 años): militante del MIR. Era la hija de Alberto Gallardo Pacheco y hermana del militante del MIR Roberto Gallardo Moreno, asesinado el 17 de noviembre de 1975. Tenía un hijo de nueve meses de nacido al momento de su secuestro.
- Mónica del Carmen Pacheco Sánchez (26 años): docente de educación primaria y militante del MIR. Era nuera de Alberto Gallardo Pacheco, esposa de Roberto Gallardo Moreno (asesinado el 17 de noviembre de 1975) y cuñada de Catalina Gallardo Moreno. Estaba embarazada de tres meses al momento de su detención.[7]
- Pedro Blas Cortés Jelves (38 años): obrero y militante del Partido Comunista de Chile.[8]
- Manuel Lautaro Reyes Garrido (24 años): obrero.[6]
- Luis Andrés Ganga Torres (21 años): vendedor y militante del MIR.[9]

## Condenas

### Participación de los medios de comunicación
En 2006, el Tribunal de Ética del Colegio de Periodistas de Chile determinó que los periodistas Julio López Blanco, Roberto Araya, Vicente Pérez Zurita y Manfredo Mayol fueron trasladados por la DINA al lugar para reportar el montaje como noticia. Por faltas graves al Código de Ética del Colegio de Periodistas, fueron sancionados con censura pública y suspensión de su colegiatura por un año.
Dos años más tarde, los familiares de las víctimas se querellaron contra los cinco periodistas por presunta complicidad en crímenes de lesa humanidad.

### Homicidas
El 2015, se dictaron condenas de 20 años de presidio contra 5 funcionarios de la DINA como autores de los homicidios calificados de las personas anteriomente mencionados. Dentro del listado de condenados figuran Manuel Contreras, Marcelo Moren, Miguel Krassnoff, Basclay Zapata y Rolf Wenderoth.

## Informe Rettig
En 1990, 15 años después de los sucesos de la Rinconada de Maipú, el Informe Rettig relata con detalle el montaje de la siguiente manera:
El 17 de noviembre de 1975 se produjo un ataque armado de miembros del MIR a un grupo de soldados del Ejército en la calle Bío Bío de Santiago, generándose un enfrentamiento a consecuencia del cual falleció el soldado Hernán Salinas Calderón y el militante del MIR Roberto Gallardo Moreno.
Al día siguiente fueron detenidos por agentes de Investigaciones los padres de Roberto Gallardo, tres de sus hermanos, su cónyuge y dos sobrinos menores de edad. Todos fueron conducidos al Cuartel de Investigaciones de calle General Mackenna, donde fueron interrogados y golpeados.
A las 5 de la mañana del día 19 fueron liberados Ofelia Moreno, Isabel Gallardo, Guillermo Gallardo y los menores Viviana Gallardo y Alberto Rodríguez, este último de tan sólo nueve meses de edad. En ese momento a Ofelia Moreno se le informó de la muerte de su hijo Roberto y de que todos los restantes miembros de su familia serían puestos a disposición de la DINA "porque ellos sabrían qué hacer".
En esa misma madrugada fue detenida Ester Torres en su domicilio junto a sus hijos Renato Mauricio y Francisco Javier por agentes de la DINA que buscaban a su hijo Luis Andrés Ganga, quien no se encontraba en ese domicilio. Los tres detenidos son llevados al cuartel de Villa Grimaldi.
Después de interrogar y torturar a los detenidos, los agentes se enteraron que Luis Andrés Ganga se encontraba en casa de su abuelo, donde lo detuvieron llevando para ello a su madre.
De vuelta en Villa Grimaldi, Ester Torres fue separada de su hijo Luis Andrés y a la mañana siguiente fue llevada a Cuatro Álamos con sus otros dos hijos detenidos. En ese lugar se le informó que Luis Andrés Ganga había escapado y se la puso en libertad. Sus otros dos hijos fueron liberados posteriormente, después de una larga reclusión.
Diversas personas que se encontraban en Villa Grimaldi en la noche del 18 al 19 de noviembre relatan que esa noche fue la peor de todas las que se vivieron en ese lugar. Describen un gran movimiento de vehículos y personas y luego una sesión de interrogatorios en el jardín, en que se escuchan gritos y pedidos de los guardias de agua y aceite caliente seguidos de atroces gritos de los torturados. Testigos señalan haber visto en la mañana siguiente a dos mujeres en muy mal estado y cadáveres en el suelo, entre ellos el de un anciano.
En la tarde del día 19 fue difundido al país un comunicado de la División Nacional de Comunicación Social (DINACOS) en donde se dio cuenta de los hechos de la calle Bío Bío y se indicó que a partir de ellos la DINA en conjunto con Investigaciones comenzaron a realizar numerosas diligencias que permitieron seguir la pista del grupo de asaltantes hasta los cerros de la Rinconada de Maipú, donde a las 12 horas se registró un violento enfrentamiento a tiros por más de 30 minutos. En ese enfrentamiento habrían resultado muertos Catalina Ester GALLARDO MORENO, hermana de Roberto Gallardo, empleada y militante del MIR, Alberto Recaredo GALLARDO PACHECO, tornero, padre de Roberto Gallardo y de militancia Comunista, Mónica del Carmen PACHECO SANCHEZ, profesora, cónyuge de Roberto Gallardo y embarazada de tres meses, Luis Andrés GANGA TORRES, comerciante, militante del MIR, Manuel Lautaro REYES GARRIDO, obrero y Pedro BLAS CORTES JELVES, obrero, militante del Partido Comunista. En el comunicado se indicó además que uno de los extremistas habría huido y que dos agentes de seguridad habrían resultado heridos.
Conforme a lo narrado anteriormente existen antecedentes suficientes para descartar la versión oficial del enfrentamiento, dado que hay evidencia de que las víctimas habían sido detenidas y llevadas a Villa Grimaldi.
Además debe considerarse lo relatado por un testigo, en el sentido que presenció cuando llegaron el día en cuestión a la Rinconada de Maipú varios autos grandes con civiles y uniformados armados y varios prisioneros, a los que hicieron correr para posteriormente balearlos.
Parte del fundo en donde suceden los hechos, de propiedad de la Universidad de Chile, fue usado por la DINA y luego por la CNI desde 1973 hasta 1989. Los campesinos indicaron que era habitual el desplazamiento de agentes por el fundo.
Por último debe agregarse que no resulta verosímil el que el grupo extremista se encontrase en esa fecha integrado por miembros del Partido Comunista y del MIR, así como el que hayan participado en una acción armada de esa naturaleza una mujer embarazada (Mónica Pacheco) y una persona de 65 años (Alberto Gallardo).
Por todos estos elementos la Comisión adquirió la convicción de que todas las personas arriba indicadas fueron ejecutadas por agentes de la DINA, en violación de sus derechos humanos.

## Reseña periodística
El programa Informe especial de TVN reseñó el 12 de septiembre de 2015 este montaje, entrevistando a los sobrevivientes de la familia Gallardo Moreno.